# Jacob Saphir
Jacob Saphir (hébreu : יעקב הלוי ספיר Yaakov Halevi Saphir ; 1822-1885) est un éminent meshoulah (émissaire rabbinique) et voyageur du XIXe siècle. 
Il est principalement connu pour être le premier à avoir signalé l'importance scientifique de la Gueniza du Caire.

## Éléments biographiques
Jacob Saphir naît à Achmiany, dans le gouvernorat de Vilnius, dans une famille juive originaire de Roumanie.
La famille, qui fait partie des Peroushim, émigre en terre d'Israël et s'installe à Safed, alors qu'il est encore un jeune garçon. Après la mort de ses parents, en 1836, il est témoin des émeutes menées par les Arabes de Galilée contre la population juive de Safed. À la suite du tremblement de terre qui ravage la ville en 1837, il s'établit à Jérusalem. 
Après avoir étudié dans les différentes académies talmudiques de la ville, il épouse la fille du Rav Shlomo Zalman Hacohen. Il subvient à leurs besoins en enseignant au Talmud Torah des Peroushim, devenant ensuite leur scribe officiel, puis leur secrétaire. Parallèlement, il rédige des poèmes en l'honneur de donateurs qui visitent Jérusalem, dont Moses Montefiore, et des articles paraissant dans le journal de son beau-fils, Yehiel Bril.  
Il est mandaté en 1848 par sa communauté afin d'obtenir des communautés des pays du Sud de quoi soutenir les pauvres de Jérusalem. En 1854, il entreprend une seconde tournée destinée à recueillir des fonds pour construire la synagogue Hourba, dans le quartier juif de la vieille ville de Jérusalem. Son voyage le conduit au Yémen, dans les Indes britanniques, en Égypte et en Australie. Il prend des notes abondantes, qui formeront le substrat de son œuvre la plus connues, l’Even Sapir. 
Retourné à Jérusalem, il continue à s'intéresser aux communautés juives du Yémen, et en particulier à l'apparition de Judah ben Shalom, un prétendant juif à la messianité. 
En 1865 et 1873, il effectue deux autres voyages, en Europe et en Afrique du Nord.
Jacob Saphir meurt à Jérusalem en 1885, non sans avoir vu la première aliyah des Juifs du Yémen, en 1882.

### Postérité
Le moshav Even Sapir, situé aux alentours de Jérusalem, a été nommé en son honneur.
Par ailleurs, l'arrière-petit-fils de Jacob Saphir, Yossef Sapir, a été l'un des dirigeants du parti des sionistes généraux, prédécesseur des partis actuels du Likoud et de Kadima.

## Œuvre
Parmi les écrits de Jacob Saphir :
- Even Sapir (`Even Sapir: Yesovev ʼAdmat Ḥam (masaʼ Miṛayim) Yam Suf, Ḥadre Teman, Mizraḥ Hodu kulo, ʼErets ha-ḥadashah ʼOsṭralya u-teshuvato ha-ramatah Yėrushalayim. ha-ʼAratsot ʼasher sovavti ṿe-tarti ... matsav ṿe-toʼ ar aḥenu ... ṿeha-mosaʻot ʼotam me-az ʻad ha-yom, ṿe-nilṿah ʼelehem sipurim ṿe-ʻinyanim toranim ṿa-ḥaḳirot ṿe-heʻarot ... ṿe-tsiyune ṿe-reshimot matsevot ʻatiḳot ... ṿe-shire ḳodesh ... / [meʼet] Yaʻaḳov Sapir ha-Leṿi' vol. I., Lyck, 1866; vol. II., Mayence, 1874) est le grand-œuvre de Jacob Saphir. Il y décrit l'histoire et les conditions de vie des Juifs dans les pays qu'il a visités au cours de son second voyage, de façon vivante, mais dépourvue de sens critique. Le livre contient aussi des recherches sur le codex d'Alep et d'autres manuscrits bibliques, ainsi que l'une des premières descriptions des communautés juives d'Éthiopie et d'Extrême-Orient (Inde, Chine, etc.)
- Iggeret Teiman (Vilnius, 1868) dont le titre rappelle volontairement l’Épître au Yémen de Moïse Maïmonide, et qui porte sur le même sujet, à savoir l'apparition au Yémen d'un faux messie, Judah ben Shalom en l'occurrence. L'ouvrage a joué un rôle important dans la mise en échec de ce dernier.
- Edout BeYehossef, au sujet du relâchement d'un certain Nissim Semama, responsum rédigé lors de son voyage en Afrique du Nord.

Jacob Saphir a en outre composé des poèmes et participé à la compilation et la publication des poèmes de Shalom Shabazi (en), publiés sous le titre de Hemdat Yamim à Jérusalem en 1885. 
Il a également été le premier chercheur juif à faire connaître l'existence du Midrash Hagadol, un midrash yéménite, ainsi que l'importance de la Guenizah du Caire. Ces deux dernières découvertes qui furent à la base des études brillantes de Solomon Schechter.

## Sources
- Cet article contient des extraits de l'article « SAPHIR, JACOB » par Isidore Singer & Schulim Ochser de la Jewish Encyclopedia de 1901–1906 dont le contenu se trouve dans le domaine public.